# 絶世少女ディフェンソル
『絶世少女ディフェンソル』（ぜっせいしょうじょ-）とはマサト真希著のライトノベルである。イラストは芳住和之が担当している。電撃文庫（メディアワークス）より2005年12月から2006年11月まで全4巻が刊行された。ディフェンソル（en:Defensor）はラテン語で護衛者・擁護者を意味する。作中では他にもラテン語からとられた名前が登場する。

## ストーリー
平凡な少年・羽立慎は最近転校してきた美少女・天音ユイナから東校舎の屋上に来てほしい、とのメールを受け取る。冷やかしや悪戯の可能性を疑いながらも屋上にやってきた慎はそこにユイナの姿を見た。彼女は慎のほうに歩み来ると彼が思いもよらない要求をする。「君、あたしの“王＜レクス＞”になって」意味もわからず混乱する慎。と、そこに少女二人組の襲撃者が現れる。王＜レクス＞の裁定、と称し彼女たちは現実ではありえない能力をもって猛攻を加えてくる。あわや絶体絶命という時、雷鳴が轟いた。慎の命を救ったのは天上劇団＜ディヴァン・ギニョル＞を名乗るグループ。この場を切り抜けた慎は王＜レクス＞として、ユイナや天上劇団＜ディヴァン・ギニョル＞とともに“異域”からの侵略者・黎明＜デイブレイク＞との戦いに身を投じていくことになる。

## 登場人物
羽立慎（はだて しん） / 全幻影領域＜ヘリオドライブ＞
本作の主人公。全てにおいて平凡な少年。陸上部にいるため普通の人よりも体力はあるが、才能には恵まれずタイムも伸び悩んでいる。三年前に両親をなくしてからは姉と二人暮らし。天羽ユイナとの契約により全幻影領域＜ヘリオドライブ＞の称号＜タイトル＞と力を得る。その能力は光と影を操るというもの。
天羽ユイナ（あまね-） / 無双闘手＜デイムウォーリア＞
本作のヒロイン。ハーフを思わせる美貌を持つ少女。両親を黎明＜デイブレイク＞との戦いで失っている。守護士＜ディフェンソル＞・無双闘手＜デイムウォーリア＞として慎を王＜レクス＞に選ぶ。白銀のダブルブレードをもつ剣・光輝＜デュランダル＞を武器とする。
羽立真由子（はだて まゆこ）
慎の年の離れた姉で社会人。3年前に両親を亡くして以来、彼女が家計を支えている。
ヴィヴィ / 神撃貴手＜ダッチェス・ガンナー＞
かつて九条を王＜レクス＞に選んだ守護士＜ディフェンソル＞。だが現在は袂を分かちカナメとともに裁定を行っている。守護士＜ディフェンソル＞としての武装の名はウェレラン。二丁拳銃や、右腕全体に装着される筒状の火器といった形態をとることができる射撃武器である。ウェレランから翼を展開し飛行することも可能。
カナメ
母親の後を継ぎ裁定人となった少女。ヴィヴィと組んで裁定を行う。裁定人としてのカナメは感情を表に出さないが、学校で委員長・丹々儀乃要子（ににぎの ようこ）として振舞う時には少女らしい表情を見せる。審判をつかさどる怒りの剣、デイオブラースを武器とする。特徴として、切っ先を持たない漆黒の剣である。
藤堂（とうどう）
慎の担任教師。国語教師だが、体育教師と見紛うほどの体格を持つ。名家の出で風紀に厳しく指導熱心、このため保護者や他の教師からの受けが良い。
九条（くじょう） / 神技者＜オールマイティ＞
王＜レクス＞と守護士＜ディフェンソル＞のグループ・天上劇団＜ディヴァン・ギニョル＞の団長。整った容姿を持つが、とらえどころが無く怪しげな男。自身も王＜レクス＞であるが、かつて自分の守護士＜ディフェンソル＞ヴィヴィに「捨てられた」という。だが守護士＜ディフェンソル＞の助けが無くとも黎明＜デイブレイク＞やそれに与する者どもと対等以上に渡り合う実力者。
才木慶介（さいき けいすけ） / 雷吼＜ディバインブロウ＞
天上劇団＜ディヴァン・ギニョル＞の団員。雷・電撃を操る王＜レクス＞。八高家の一つ・観月の出。ナイフにも似た鋭さを感じさせる体躯と風貌をしている。
クリス / 剣舞士＜クルエルステッパー＞
天上劇団＜ディヴァン・ギニョル＞の団員。慶介と組む守護士＜ディフェンソル＞。二振りで一組の剣『天啓』を武器とする。
苑茉莉（その まつり） / 空間制定＜ヴォイドルーリング＞
天上劇団＜ディヴァン・ギニョル＞の団員。八高家の一つ・那園の傍系の出。ロリータ調の服装をし、ハーブティーをたしなむ少女。異なる空間同士を扉＜ヤーヌア＞でつなげたり、空間の性質を変える能力を持つ。実務能力に優れ、亡父が残した会社組織と人脈をもとに天上劇団＜ディヴァン・ギニョル＞のエージェント業務を行う会社D・C・セントラルオフィスを興し、わずか二年で軌道に乗せた。
ウィリアム・オシアン・マクファーソン / 聖爵士＜ナイトコマンダー＞
天上劇団＜ディヴァン・ギニョル＞の団員。金髪にハシバミ色の瞳をもつ外国人の少年。短縮形で『ウィル』と呼ばれる。茉莉と組む守護士＜ディフェンソル＞。もっと茉莉の役に立ちたいと願っており子供の身を歯がゆく思っている。守護士＜ディフェンソル＞としての武装はフィンガル。美しい十字型のヒルトを持つ剣で、槍への形態変化もできる。
璃堂千花（りどう せんか） / 嵐气圏＜ブレスドブレス＞
八高家の一つ・璃堂家の現当主。大気を操り突風を生じさせる力を持つ王＜レクス＞。高飛車で自分にも他人にも厳しい才色兼備のお嬢様。他者に対して高圧的に接しがちで、転入早々その態度が周囲との軋轢を生むことになる。
滝坂リュウト（たきさか-） / 疾風士＜ゲイルアタッカー＞
千花と組む守護士＜ディフェンソル＞。鋭い眼差しと精悍な顔立ちをした少年。イカれた柄のTシャツをとくに気にする様子もなく着用する。喧嘩っ早い性格で千花ともよく揉める。守護士＜ディフェンソル＞としての武装は両手両足の包む戦具・神渡（みわたり）。
璃堂高尚（りどう たかひさ）
千花の父親で、璃堂家の先代当主。
二関周（にのせき しゅう） / 円輪＜ケルビム＞
『円』と『回転』に関連したあらゆる機構に干渉できる王＜レクス＞。守護士＜ディフェンソル＞の乙芽と心を寄せ合うが、王＜レクス＞と守護士＜ディフェンソル＞を縛る掟により結ばれることができないことを思い悩む。
百世乙芽（ももせ おとめ） / 飛輪士＜ブレイドテイマー＞
周の守護士＜ディフェンソル＞。自分の想いを振り切るために慎を「好きになろう」とする。守護士＜ディフェンソル＞としての武装は円環蛇＜ウロボロス＞。輪っか状をした二つの刃である。
八塚玲路（やつか れいじ） / 夢想機械 ＜レヴァ・フュテール＞
途絶した八高家の一つ・八塚の元後継者。カナメの母の裁定を逃れたただ一人の王＜レクス＞。大学中退後、渡米して現代芸術の道に進み、あらゆる人形を使った現代彫刻作品を発表するが、その醜悪さのために悪評と抗議の嵐を巻き起こした過去がある。リニューアルオープンするテーマパーク・オーシャンズワールドを舞台にある企みを実行に移す。その目的のために周の苦悩につけ込み、彼を仲間に引き入れた。
ベアトリーチェ / 傀儡士＜パペッティア＞
八塚の守護士＜ディフェンソル＞。全身に包帯を巻いた姿をしている。守護士＜ディフェンソル＞としての武装は夢遊機形＜オートマトン＞。メタルフレームの盾に似た装着者自身の身の丈よりも巨大な外殻。カニやクモを連想させる、鋭い鍵爪のついた腕がいくつも生えている。
暁歌＜オーバード＞
最終巻で登場。自らを是正者と称する男。慎の前に現れ、その日までに現世が崩壊することを告げ、彼にある選択を強いる。

## 用語
門の王＜レクス＞と境界守護士＜ディフェンソル＞
異域の侵攻から現世を守るため異能の力をふるう者たち。王＜レクス＞は空間を操ったり雷撃を生み出したりする現象＜フェノメノン＞を起こすことができ、遠距離からの攻撃・干渉も可能。ただし発動のためには詠唱が要る。この時に生まれる隙をカバーする役目を持つのが境界守護士＜ディフェンソル＞である。彼らは人間離れした身体能力と感覚を持ち、何も無い所から自らの武装を取り出すことができる。彼らはヴィジョン＜啓示＞と呼ばれる直感に従い選んだ人物を王に選ぶ。この時にディフェンソルと王との間に交わされる神語の指輪＜デイ・ロタ＞は王＜レクス＞と境界守護士＜ディフェンソル＞の力の源でもある。王＜レクス＞を選んだその時から境界守護士＜ディフェンソル＞は王に絶対服従となる。王が命令＜オーダー＞を与えれば、内心でどんなに嫌っていても必ず実行する。
現象＜フェノメノン＞
神語の指輪＜デイ・ロタ＞を受け取った王＜レクス＞が授かる超常の力。王＜レクス＞が得た称号＜タイトル＞に応じて、完全原語＜ワード・オブ・ザ・ワールド＞を発することで指輪をはめた手から引き出され実体化する。一言で発動されるものもあるが『基盤構成』『性質』『形状』等を定義する言葉を重ねることで多様な現象＜フェノメノン＞を実行できる。
裁定人
ディフェンソルが選んだ人物がレクスとしてふさわしい人物であるかどうかを裁定する人物。裁定の方法はレクスとなる人物とそのディフェンソルに戦闘をしかけるという危険なもので、裁定時に王候補が死んでしまうこともある。
黎明＜デイブレイク＞
主人公らが住む現世とは異なる領域・異域からの侵略者。現世を有害な存在とみなし、破壊するという目的を持つ。こちらの世界に顕現する際は、現世人の持つ欲望や感情につけ込み、それを足がかりとする。現世で見られるその姿は共通して、灰色の髪に白い肌、赤い瞳を持つ美貌の少年少女である。彼らも称号〈タイトル〉を持っており、それは共通して時空操〈マイナスゼロ〉。能力として任意の場所へタイムラグなしに移動が可能。ただし壁などの物体内に移動すると大爆発を起こし、移動したものは消滅する。
異域の輩流（いいき-はいりゅう）
その妄執につけ込まれ、黎明＜デイブレイク＞顕現の足がかりにされ協力者となった現世人。黎明＜デイブレイク＞から異能の力を与えられ、彼らもまた王＜レクス＞と守護士＜ディフェンソル＞の敵となる。
境界標＜テルミヌス＞
門の王＜レクス＞と守護士＜ディフェンソル＞を支援し、裁定人に情報を提供するネットワーク組織。
高家
代々門の王＜レクス＞を輩出してきた家系。海外では『アリストクラート』と呼ばれる。彼らは守護士＜ディフェンソル＞を連れてきて管理し、高家の子供たちの中から王＜レクス＞を選ばせる。境界標＜テルミヌス＞に資金援助を行い、その運営にも関わっている。日本には家系の途絶えたものも含めて八つの高家があり『八高家』と呼ばれる。それぞれ、一御門（いちみかど）、二関（にのせき）、観月（みつき）、四辻（よつつじ）、五磐（いのいわ）、璃堂（りどう）、那園（なその）、八塚（やつつか）という。

## 既刊一覧
- マサト真希（著）・芳住和之（イラスト） 『絶世少女ディフェンソル』 メディアワークス〈電撃文庫〉、全4巻
  1. 2005年12月10日発売[1]、ISBN 4840232431
  2. 2006年4月10日発売[2]、ISBN 4840233950
  3. 2006年7月10日発売[3]、ISBN 4840234922
  4. 2006年11月10日発売[4]、ISBN 4840236089